# Georges Abrial
Pour les articles homonymes, voir Abrial.
Paul Émile Georges Abrial de Péga, né le 5 février 1898 à Paris et mort le 31 juillet 1970 à Vauville (Manche), est un pionnier français du vol à voile.

## Biographie

### Origine et formation
Georges Abrial est né le 5 février 1898 au 122, Boulevard de Port-Royal  du 14e arrondissement de Paris.
Il fait son premier baptême de l’air en 1904. Il construit dès 1909 des modèles réduits de planeur. Il poursuit des études à l’Institut aéronautique de Saint-Cyr qui venait d'être fondé en 1909.
Incorporé dans l'armée, il entre le 4 mai 1917 dans l'aviation en tant que motocycliste.

### Concepteur d'avion et de planeur
Georges Abrial de Péga entre comme aérodynamicien chez Levasseur, où il construit trois planeurs et un avion de tourisme biplace : l'Abrial A-3 Oricou, doté d'un moteur de 40 ch, construit en 1927. Après la conception d'appareils de conception classique, il se tourne vers la formule de l’aile volante, teste à nouveau de nombreux modèles réduits, différents profils d’aile, et réalise finalement un avion sans queue extrapolé du Caudron C.260 : l’Abrial A-260. Revenant au vol à voile, il entreprend la réalisation d’un planeur sans queue, l’Abrial A-12 Bagoas, qu’il surnommera du nom d’un célèbre empoisonneur de l’Antiquité car il ne parviendra jamais à le mettre au point. Les travaux réalisés pour ce projet seront repris par d’autres. Le planeur Fauvel AV-2 fait appel à un profil Abrial modifié, tout comme le Al Backstrom EPB-1 Flying Plank.

### Promoteur du vol à voile
Georges Abrial effectue ses premiers vols sur planeur, au lendemain de la Première Guerre mondiale, d'abord en Auvergne, puis dès 1922 à Vauville dans la Manche où il organise le premier camp permanent de vol à voile. Le centre prospère rapidement et le pilote Alexis Maneyrol qui lui donnera son nom viendra y battre le record du monde de durée. Le camp devient l’un des tout premiers centres de vol à voile de France.
Après l'échec de la conception de planeurs, Georges Abrial se consacre à la promotion du vol à voile, jouant un rôle très important dans le développement de ce sport en France. En 1930, il crée le Groupe l’Air qui regroupait essentiellement des membres ayant des connaissances très étendues d'aérodynamique, instruments, construction, enduits, issus des services étatiques.
Le 30 juin 1935, il fait partie des invités de marque à l'inauguration de l'aérodrome d'Étrépagny dans le département de l'Eure, dont le programme cite « Abrial est l'as français du vol remorqué. Pilote de grande valeur, organisateur minutieux (c'est le Président du groupement "L'AIR"), c'est l'un des plus fervents propagandistes qui aient travaillé au développement de l'idée aérienne. Son planeur qu'un avion remorque pour lui donner l'altitude nécessaire, est une finesse telle qu'entre les doigts d'un tel guide, ses évolutions ont la grâce de celles de l'hirondelle ».

Programme de l'inauguration de l'aérodrome d'Étrépagny, 30 juin 1935
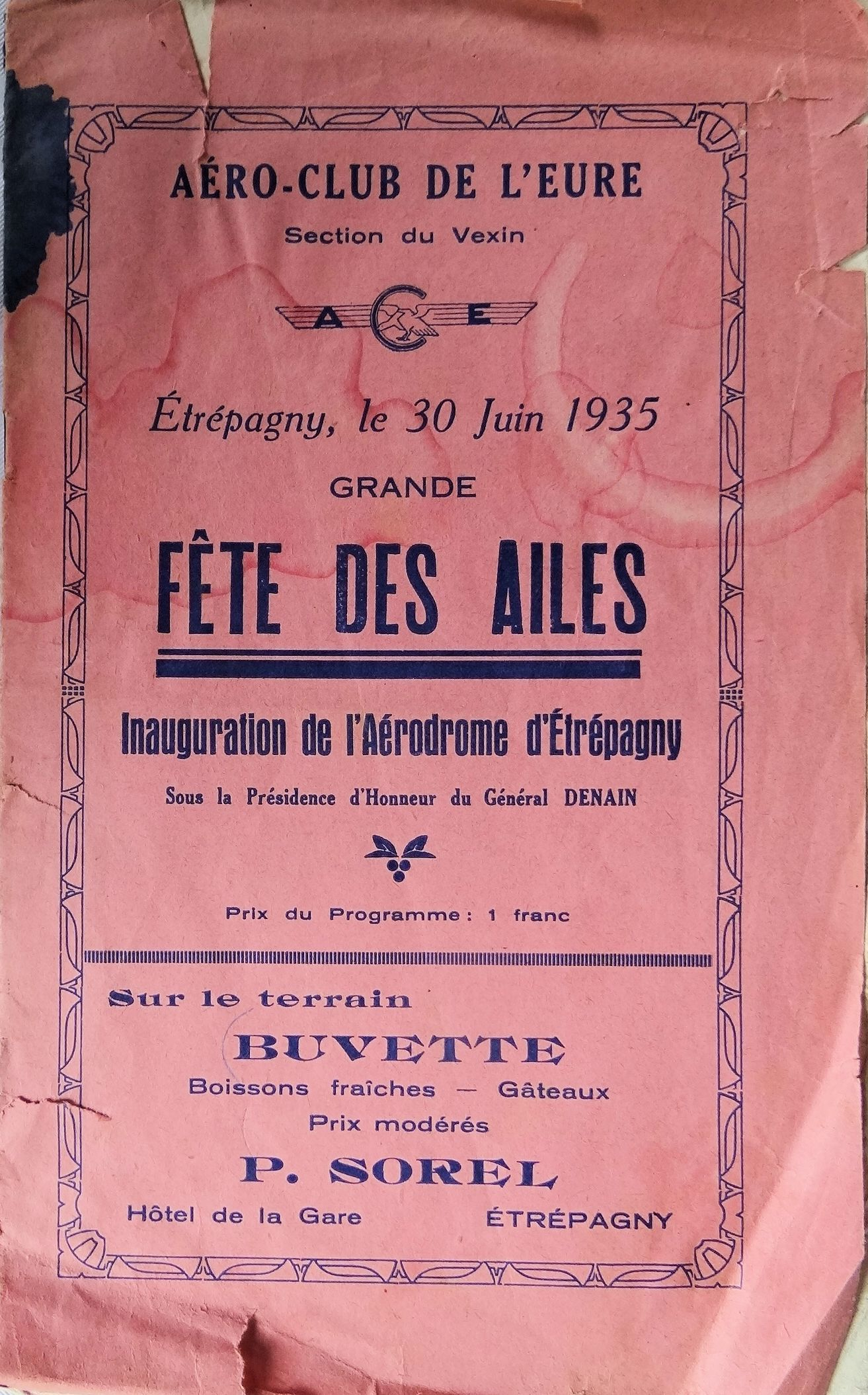
Couverture.
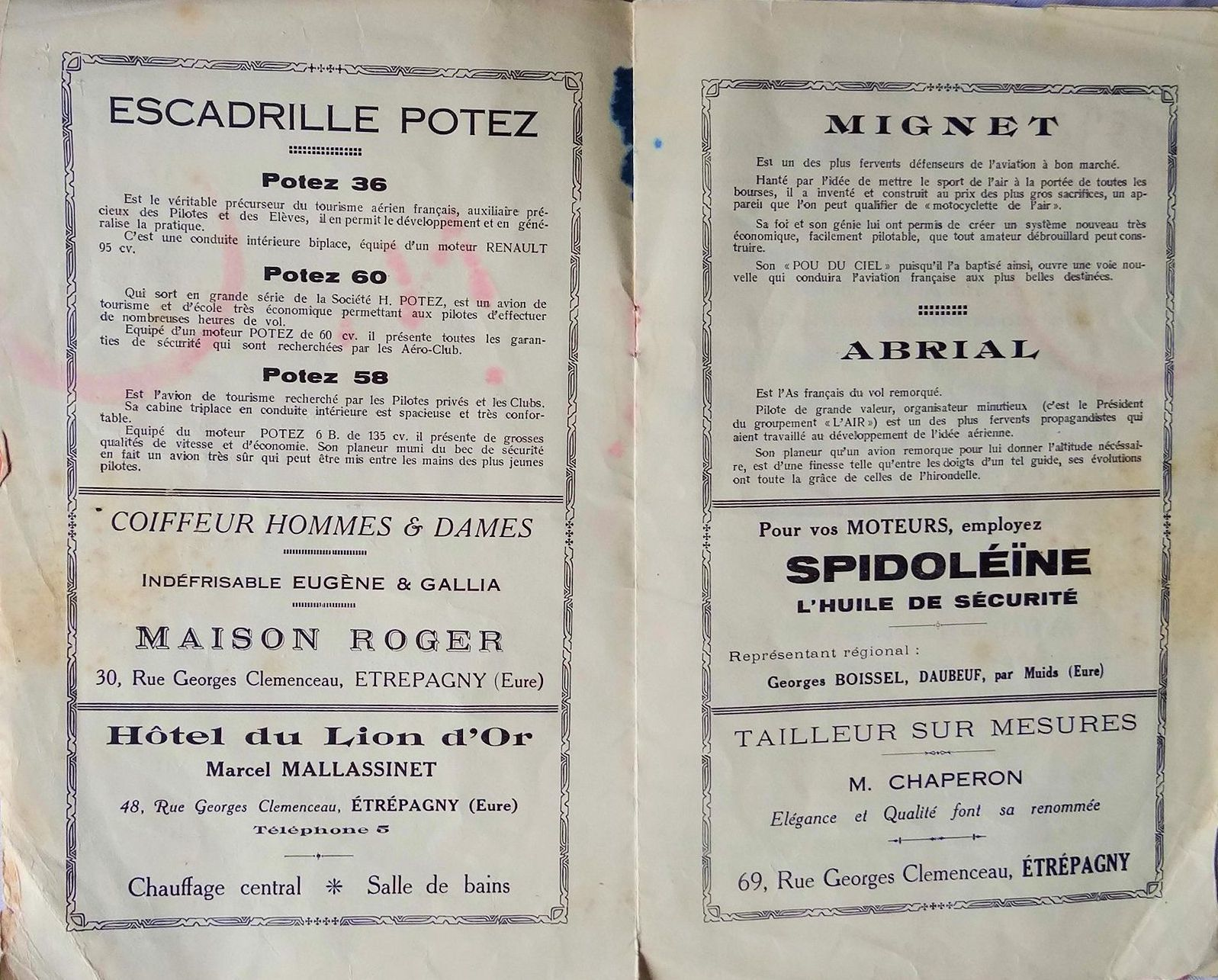
Notice Abrial.

Après la Seconde Guerre mondiale, Georges Abrial poursuit la promotion de cette discipline en France et en Afrique française.
Il dessine en 1954 un planeur aile-volante, l’Abrial A-13 Buse, qui ne sera jamais achevé.
Georges Abrial va ainsi se consacrer toute sa vie durant à la formation de plusieurs milliers de jeunes. C’est alors qu'il suit des yeux les évolutions des planeurs, qu’une crise cardiaque le foudroie.
En 1969, Georges Abrial continuait à piloter. Il avait déjà piloté 282 types différents d’avions, planeurs, autogyres et totalisait 3 130 heures de vols, dont plus de 1 000 sur planeur. Ses travaux mondialement connus comme ses écrits pertinents et son expérience l’avaient conduit à la présidence de l’Association française aérienne qu’il occupa jusqu'à son décès.

## Publications
- Vauville, haut-lieu du vol à voile français, Aviasport, 1969.

## Distinctions
Georges Abrial est nommé chevalier de l'ordre national de la Légion d'honneur.

## Pour approfondir